# 溫度係數
溫度係數（temperature coefficient）是指在溫度變化1K時，特定物理量的相對變化。
以下的公式中，R為特定的物理量，T為量測物理量時的溫度，T0為參考溫度，ΔT為量測溫度及參考溫度的溫度差，α為（線性）溫度係數。則物理量可以用以下公式表示：
{\displaystyle \operatorname {R} (T)=\operatorname {R} (T_{0})(1+\alpha \Delta T)}
此處α的因次為溫度的倒數（1/K或K−1）。
以上式子的物理量和溫度成線性關係，若物理量和溫度的多項式或對數成正比，也可以在一定溫度範圍內計算溫度係數，近似此範圍內的物理量變化。若物理量是隨溫度指數增長或指數衰減（例如阿伦尼乌斯方程），只能在一個很小的溫度範圍內計算溫度係數。
溫度係數會隨應用領域的不同而不同，例如核能、電子學或磁學均有其溫度係數。物體的彈性模量也會隨溫度而變化，一般彈性模量會隨溫度升高而下降。

## 負溫度係數
負溫度係數（NTC）是指一物體在一定溫度範圍內，其物理性質（例如電阻）隨溫度昇高而降低。半導體、絕緣體的電阻值都隨溫度上昇而下降。
熱導率為負溫度係數的材料自1961年起，常用在地板暖氣中。負溫度係數可以避免對地毯、豆豆椅、床墊的部份過度加熱，部份過度加熱可能會破壞木質地板，甚至會產生火災。
半导体和陶瓷的電阻為負溫度係數。

## 電阻的溫度係數
在設計電子元件及電路時需考慮溫度對電阻和元件的影響。導體的電阻率對溫度大致為線性變化，可以近似為下式：
{\displaystyle \operatorname {\rho } (T)=\rho _{0}[1+\alpha _{0}(T-T_{0})]}
其中
{\displaystyle \alpha _{0}={\frac {1}{\rho _{0}}}\left[{\frac {\Delta \rho }{\Delta T}}\right]_{T=T_{0}}}
{\displaystyle \rho _{0}}只是對應某一特定溫度（例如T = 0 °C）下的電阻率
不過半导体的電阻率對溫度就是指數變化: 
{\displaystyle \operatorname {\rho } (T)=S\alpha ^{\frac {B}{T}}}
其中{\displaystyle S}定義為截面積，而{\displaystyle \alpha }及{\displaystyle b}則是決定其函數和特定溫度下電阻率數值的係數。
而導體而言，{\displaystyle \alpha }即為其電阻溫度係數。半导体的電阻溫度係數則不太一致，有些文獻將上述的{\displaystyle \alpha }為半导体的電阻溫度係數。但描述半导体的電阻溫度特性時，常會整理上式，使{\displaystyle \alpha }為常數e，以那時的{\displaystyle b}來描述半导体的電阻溫度特性。
上述性質常用在熱敏電阻中。

### 電阻的正溫度係數
電阻的正溫度係數（PTC）是指材料的電阻值會隨溫度上昇而上升，若一物質的電阻溫度特性可作為工程應用，一般需要其阻值隨溫度有較大的變化，也就是溫度係數較大。溫度係數越大，代表在相同溫度變化下，其電阻增加的越多。

### 電阻的負溫度係數
大部份陶瓷的電阻為負溫度係數，其統御方程式為阿伦尼乌斯方程
{\displaystyle R=A\cdot e^{\frac {B}{T}}}
其中R為電阻，A和B為常數，而T為絕對溫度（K）。
常數B和形成及移動载流子所需的能量有關，因此若B降的越低，材料越接近絕緣體。NTC電阻的目的就是選擇適當的係數B，可以對溫度有良好的靈敏度。利用常數B可以建立以下電阻和溫度的關係：
{\displaystyle R=r^{\infty }e^{\frac {B}{T}}=R_{0}e^{-{\frac {B}{T_{0}}}}e^{\frac {B}{T}}}
其中{\displaystyle R_{0}}為溫度在{\displaystyle T_{0}}時的阻值。

### 半導體電阻值的負溫度係數
半導體材料的溫度提高，會使得載流子的濃度上昇。這會讓可以重組的載流子的增加，因此提高半導體的電導率。高溫時的電導率上昇，會使電阻減少，因此半導體電阻值的溫度係數為負值。

### 單位
電阻的溫度係數有時會以ppm/°C表示，是指當溫度在其操作溫度附近變化時，其電阻變化的比例。

## 正溫度係數近似的數學推導
溫度係數的微分形式如下：
{\displaystyle {\frac {dR}{dT}}=\alpha \,R}
其中
{\displaystyle R_{0}=R(T_{0})}
而{\displaystyle \alpha }不隨{\displaystyle T}變化。
將溫度係數的微分形式積分：
{\displaystyle \int _{R_{0}}^{R(T)}{\frac {dR}{R}}=\int _{T_{0}}^{T}\alpha \,dT~\Rightarrow ~\ln(R){\Bigg \vert }_{R_{0}}^{R(T)}=\alpha (T-T_{0})~\Rightarrow ~\ln \left({\frac {R(T)}{R_{0}}}\right)=\alpha (T-T_{0})~\Rightarrow ~R(T)=R_{0}e^{\alpha (T-T_{0})}}
在{\displaystyle T_{0}}附近，用一階的泰勒多項式近似，可得：
{\displaystyle R(T)=R_{0}(1+\alpha (T-T_{0}))}

## 可逆溫度係數
殘留磁通密度（Br）對溫度的變化是磁體材料的重要特性之一。像陀螺儀或行波管等應用都需要在大幅度的溫度範圍內有固定的磁場。殘留磁通密度的可逆溫度係數（reversible temperature coefficient，簡稱RTC）定義為：
{\displaystyle RTC={\frac {\Delta Br}{Br\Delta T}}\times 100\%}
為了滿足這些要求，在1970年代開發了溫度補償的磁鐵。傳統的釤鈷磁鐵其殘留磁通密度隨溫度上昇而下降，而在特定溫度範圍內GdCo（釓鈷）磁鐵其殘留磁通密度隨溫度上昇而上昇。藉由調整合金中釤和钆的比例，可將特定溫度範圍內的可逆溫度係數調整到接近零。

## 熱膨脹係數
物質的大小會受因溫度而變化，熱膨脹係數可用來說明一物體隨溫度的變化。另一個類似的係數是线性热膨胀系数，用來描述一個物體長度隨溫度的變化。由於物體的長度可以表示溫度，物體的热膨胀特性可用來製作溫度計及自動調溫器。

## 核反應度的溫度係數
在核能工程中，核反應度（reactivity）的溫度係數是指因核反應元件或核反應冷媒溫度變化，所造成的核反應度變化（以能量的變化來表示），可定義如下：
{\displaystyle \alpha _{T}={\frac {\partial \rho }{\partial T}}}
其中{\displaystyle \rho }為核連鎖反應中的有效中子增殖因子（核反應度），而T為溫度。可由上式看出{\displaystyle \alpha _{T}}是核反應度對溫度的偏微分，也就是核反應度的溫度係數。{\displaystyle \alpha _{T}}表示溫度變化對核反應度的影響，可應用在被動式核能安全。負的{\displaystyle \alpha _{T}}常被視為是核能安全的重要指標，不過由於實際反應器的大幅度溫度變化（和理論上的均質反應器不同），限制了以此單一數值作為核能安全指標的可行性 。 
在以水為中子减速剂的核反應器，總體核反應度對溫度的變化會以核反應性對水溫度的變化來表示，不過反應器中的不同材質（如燃料或包复層）均有個自的核反應度溫度係數。水會隨著溫度升高而膨脹，因此中子在中子减速剂中運動的時間會變長，燃料的體積變化相對較小。燃料溫度變化造成的核反應度影響，會形成一種稱為多普勒展寬的現象，是指填充材料中的快中子吸收共振，避免中子被熱化減速的現象。